# Pena Seca
Pena Seca é uma aldeia situada na freguesia de São Bartolomeu dos Galegos, próximo da vila da Lourinhã, em Portugal.

## Património
- Igreja da Pena Seca

Tem como padroeiro o, Santo António que se comemora no dia 13 de Junho, por ser uma aldeia pequena e com raízes rurais, a população festeja o acto religioso no domingo seguinte.